# تویکست (فیلم)
تویکست (به انگلیسی: Twixt) فیلمی ترسناک به نویسندگی، تهیه‌کنندگی و کارگردانی فرانسیس فورد کوپولا و با بازی وال کیلمر، بروس درن، اِل فانینگ و بن چاپلین است. فیلم برای نخستین بار ۴ سپتامبر ۲۰۱۱ در جشنواره بین‌المللی فیلم تورنتو به نمایش درآمد اما نتوانست نظر منتقدان را به خود جلب کند.

## موضوع
داستان فیلم در مورد نویسنده‌ای (وال کیلمر) است که می‌خواهد برای تکمیل کتاب جدید خود به شهری کوچک برود. او در این شهر درگیر قتل مرموز یک دختر جوان می‌شود. یک شب در خواب او روحی (ال فانینگ) را ملاقات می‌کند که سرنخ‌هایی از قاتل دارد و . . .

## داستان
هال بالتیمور نویسنده‌ای شکست‌خورده است که در نوشتن رمان‌هایی با موضوع ساحره‌گیری تخصص دارد. در جریان مراسم امضای کتاب در شهری کوچک، کلانتر بابی لگرانژ، یکی از طرفداران عجیب‌وغریب او، با دو درخواست به سراغش می‌آید: یکی اینکه هال نوشتهٔ تازه‌اش را بخواند و دیگر اینکه با او به سردخانه برود و جنازهٔ قربانی یک قتل اخیر را ببیند، چون بابی معتقد است که این موضوع می‌تواند دستمایهٔ داستانی عالی باشد. هال با بی‌میلی می‌پذیرد و در سردخانه درمی‌یابد که قربانی به دست یک قاتل زنجیره‌ای به قتل رسیده است. با وجود اصرار بابی، هال تصمیم می‌گیرد چهرهٔ قربانی را نبیند. سپس در یک قهوه‌خانه از هتلی محلی مطلع می‌شود که زمانی ادگار آلن پو در آن اقامت داشته است. این موضوع، همراه با قتل‌ها و عناصر عجیب دیگر شهر، هال را بر آن می‌دارد که به همسرش، دنیس، بگوید می‌خواهد داستانی دربارهٔ این شهر بنویسد.
پس از به خواب رفتن، هال در نسخه‌ای رؤیاگونه از شهر می‌گردد و در آن‌جا با دختری نوجوان به نام ویرجینیا، معروف به «ومپیرا»، آشنا می‌شود که به‌خاطر دندان‌ها و سیم‌کشی عجیبش چنین لقبی گرفته است. وی به هال می‌گوید که از طرفدارانش است، اما به‌دلیل اینکه برج ساعت شهر همیشه هفت زمان متفاوت را نشان می‌دهد، نتوانسته در مراسم امضای کتاب حضور یابد. هال از وی می‌خواهد که برای نوشیدن نوشابه همراهش به هتل بیاید، اما او از ورود به هتل خودداری می‌کند. با این حال، هال وارد هتل می‌شود و درمی‌یابد که گردانندگان آن زن‌وشوهری عجیب هستند که دربارهٔ تغییر ساعت تابستانی و تاریخ قتل‌های شهر صحبت می‌کنند. وی در پنجره ظاهر می‌شود، اما زن صاحب هتل او را فراری می‌دهد. وی، او را گاز می‌گیرد و هال از هتل بیرون می‌دود تا وی را دنبال کند و می‌بیند که او یک کشیش را تهدید می‌کند و می‌گوید «می‌دانستی چه کردی». سپس هال به دنبال وی می‌رود و با ادگار آلن پو برخورد می‌کند که او را به شهر بازمی‌گرداند.
صبح روز بعد، هال بیدار می‌شود و با الهام از آنچه دیده، تصمیم می‌گیرد با بابی در نوشتن داستانی دربارهٔ خون‌آشام‌ها همکاری کند. بابی او را به خانه‌اش می‌برد که در آن مدل کوچکی از دستگاهی دارد که می‌تواند میخی در قلب یک خون‌آشام فرو کند. بابی می‌گوید این دستگاه می‌تواند عنصر خوبی برای داستانی باشد که می‌خواهد آن را «اعدام خون‌آشام‌ها» بنامد. با وجود پیشنهادهای بابی، هال با انسداد نویسندگی مواجه می‌شود و چند قرص خواب از بابی می‌گیرد تا در رؤیاهایش الهام بگیرد. او دوباره وارد نسخه رؤیایی شهر می‌شود و بار دیگر با پو روبه‌رو می‌شود. مجموعه‌ای از رؤیاها نشان می‌دهد که وی توسط کشیش شهر آزار دیده و چون یتیم بوده، کشیش او را گرفته تا مانع پیوستنش به فلامینگو شود، رهبر گروهی از آن سوی دریاچه که گفته می‌شود خون‌آشام هستند. در دنیای بیداری، اوضاع برای هال به‌هم می‌ریزد، چون اتفاقاتی عجیب مانند رؤیاهایش رخ می‌دهند، از جمله اینکه بابی می‌گوید نوجوانانی که کنار دریاچه جمع می‌شوند، «شیطانی» هستند و «مستحق آنچه بر سرشان می‌آید». همین امر باعث می‌شود هال نگاهی مشکوک به بابی بیندازد، که ناگهان او را بیهوش می‌کند.
در دنیای رؤیایی، هال درمی‌یابد که کشیش، همهٔ کودکان را مواد مخدر خورانده و کشته است تا آن‌ها را از پیوستن به فلامینگو بازدارد. وی نیز ابتدا زنده مانده، اما کشیش او را تعقیب و در نهایت می‌کشد. کشیش که از کار خود شرمنده است، خود را دار می‌زند. هال درمی‌یابد که دلیل انسداد نویسندگی‌اش احساس گناه از مرگ دخترش در سانحهٔ قایق‌سواری است، زیرا در آن صبح مست بود و همراه او نرفت. او با پذیرش این احساسات، داستانی می‌نویسد که در آن وی از کشیش جان به در می‌برد و فلامینگو نجاتش می‌دهد. سپس هال در اتاقش بیدار می‌شود و می‌بیند که بابی رفته است. او به ادارهٔ کلانتر می‌رود، اما می‌فهمد که معاون کلانتر به قتل رسیده و بابی نیز خود را دار زده و یادداشتی با مضمون «گناهکارم» به جا گذاشته است. هال با ناراحتی به سردخانه می‌رود تا صورت قربانی را ببیند و می‌بیند که پیکر متعلق به وی است که با میخ در سینه‌اش کشته شده است. او میخ را بیرون می‌کشد، اما در این لحظه وی بیدار می‌شود و با دندان‌های بلند جدیدش به هال حمله می‌کند.
سپس تصویر به دفتر ناشر، سم مالکین، می‌رود که نسخهٔ تازه‌ای از دست‌نوشته را کنار می‌گذارد و به بالتیمور می‌گوید که داستان را دوست دارد (که اشاره دارد همهٔ وقایع از نخستین رؤیا تا این‌جا، متن همان دست‌نوشته بوده‌اند) و معتقد است که مجموعه‌ای تازه از این داستان‌ها می‌تواند بالتیمور را بیش از همیشه محبوب کند. متن پایانی فیلم نشان می‌دهد که این مجموعه محبوبیتی متوسط یافت، پروندهٔ قتل لگرانژ هرگز حل نشد و فلامینگو دیگر هیچ‌گاه دیده یا شنیده نشد.

## بازیگران
- وال کیلمر در نقش هال بالتیمور
- بروس درن در نقش بابی لاگرانژ
- ال فانینگ در نقش ویرجینیا «وی»
- بن چاپلین در نقش ادگار آلن پو
- جوآن ولی در نقش دنیس
- دان نوولو در نقش ملوین
- دیوید پیمر در نقش سم مالکین
- آلدن ارنرایک در نقش فلامینگو
- رایان سیمپکینز در نقش کارولین
- تام ویتس در نقش راوی